# Mô hình Diamond - Dybvig

## Lí thuyết

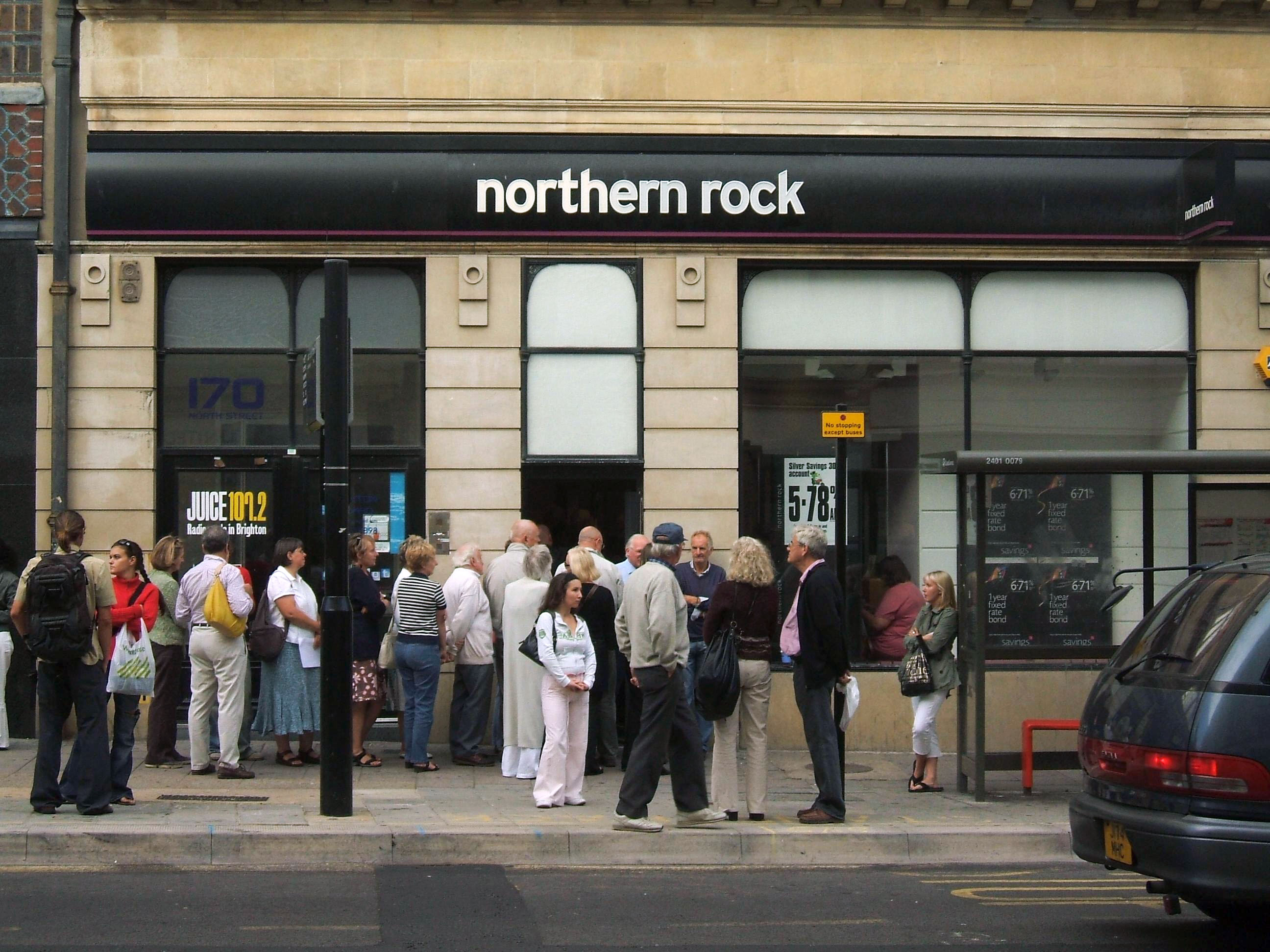
Đột biến rút tiền gửi tại ngân hàng Northern Rock (2008)

Mô hình Diamond-Dybvig là mô hình kinh tế về đột biến rút tiền gửi (bank run) và các cuộc khủng hoảng tài chính có liên quan được hai nhà kinh tế học người Mỹ Douglas W. Diamond ở Đại học Chicago và Philip H. Dybvig ở Đại học Yale đề xuất vào năm 1983 trên Tạp chí Kinh tế Chính trị.

### Cấu trúc của mô hình
Mô hình chỉ ra sự mâu thuẫn giữa các tài sản kém thanh khoản (illiquid assets) của ngân hàng như khoản vay có tài sản thế chấp hay khoản vay thương mại và nợ thanh khoản (liquid liabilities) - khoản tiền gửi có thể được rút ra bất cứ lúc nào bởi người gửi - có thể dẫn tới sự hoảng loạn bất ngờ của những người gửi tiền dẫn tới đột biến rút tiền gửi và khủng hoảng ngân hàng.
Trong bài báo khoa học của mình, Diamond và Dybvig chỉ ra rằng các hoạt động đầu tư kinh doanh đều đòi hỏi chi tiêu trong hiện tại để có được lợi nhuận trong tương lai. Do đó,người vay tiền có xu hướng ưu tiên các khoản vay có thời gian đáo hạn dài (tính thanh khoản thấp). Điều này không chỉ đúng với các hoạt động đầu tư kinh doanh mà còn có thể thấy với các cá nhân vay tiền để mua các mặt hàng có giá trị lớn như nhà cửa, ô tô. Ngược lại, những người gửi tiền trong ngân hàng bao gồm hộ gia đình và doanh nghiệp lại có thể có những nhu cầu sử dụng tiền bất ngờ vì những khoản chi không lường trước được. Do vậy, người gửi tiền có nhu cầu gửi tiền vào các tài khoản cho phép họ sử dụng tiền gửi của mình khi cần thiết (hay những tài khoản tiền gửi có thời gian đáo hạn ngắn).
Các ngân hàng trong mô hình đóng vai trò trung gian giữa những người gửi tiền tiết kiệm ưa thích gửi tiền vào các tài khoản thanh khoản cao và những người vay tiền thích vay các khoản vay có thời gian đáo hạn dài. Trong điều kiện bình thường, các ngân hàng cung cấp dịch vụ cho vay bằng việc định kênh khoản tiền gửi của nhiều cá nhân vào các khoản cho vay, Người gửi tiền không trực tiếp thực hiện các khoản cho vay này vì họ biết họ có thể bất ngờ cần phải sử dụng tiền trong tài khoản của mình trong khi doanh nghiệp nhận khoản vay chỉ phải chi trả khoản vay trong tương lai. Hơn nữa, bằng cách định kênh tiền gửi từ nhiều người gửi tiền khác nhau, ngân hàng đã giúp người gửi tiền tiết kiệm chi phí giao dịch (transaction costs) họ phải chi trả nếu cho doanh nghiệp vay tiền trực tiếp. Vì các ngân hàng cung cấp dịch vụ có giá trị cho cả hai bên khi cung cấp các khoản vay có thời gian đáo hạn dài cho doanh nghiệp và tài khoản có tính thanh khoản cao cho người gửi, họ có thể đặt lãi suất cho các khoản vay cao hơn lãi suất phải trả cho người gửi tiền và do đó thu được lợi nhuận từ chênh lệch này.
Diamond và Dybvig chỉ ra rằng trong những trường hợp thông thường, nhu cầu sử dụng tiền trong tài khoản của người gửi tiền tiết kiệm có thể coi là ngẫu nhiên vì nhu cầu này hoàn toàn phụ thuộc vào hoàn cảnh cá nhân của họ. Do nhu cầu sử dụng tiền trong tài khoản của tất cả người gửi khó có thể xảy ra cùng một lúc, bằng cách chấp nhận tiền gửi từ nhiều nguồn khác nhau, ngân hàng kì vọng chỉ một phần nhỏ người gửi sẽ rút tiền trong ngắn hạn, mặc dù tất cả người gửi tiền đều có quyền rút toàn bộ tiền gửi của mình bất cứ lúc nào. Do đó, ngân hàng có thể thực hiện các khoản cho vay với thời gian đáo hạn dài, trong khi chỉ dự trữ một lượng tiền mặt tương đối nhỏ ở ngân hàng để phục vụ cho nhu cầu rút tiền của người gửi. Về mặt toán học, thông thường, việc rút tiền của các cá nhân không có tương quan với nhau. Theo luật của số lớn, các ngân hàng thường kì vọng số lần rút tiền của người gửi tiết kiệm tương đối ổn định vào bất kì ngày nào.
Tuy nhiên, điều đó không đồng nghĩa với việc không có rủi ro. Vì các ngân hàng thực hiện các khoản cho vay với thời gian đáo hạn dài, họ sẽ không thể nhanh chóng thu hồi vốn. Và ngay cả khi các ngân hàng cố gắng thu hồi vốn vay, người vay tiền sẽ không thể trả lại nhanh chóng vì các khoản vay của họ, theo giả định, được sử dụng cho các khoản đầu tư dài hạn. Do đó, vì một nguyên nhân nào đó dẫn tới tất cả người gửi tiền cố gắng rút tiền đồng thời, một ngân hàng sẽ hết tiền từ lâu trước khi có thể thanh toán cho tất cả người gửi có nhu cầu rút tiền. Ngân hàng có thể trả tiền cho những người gửi đầu tiên yêu cầu rút tiền. Nhưng nếu tất cả những người khác cũng cố gắng rút tiền, ngân hàng sẽ phá sản và những người rút tiền cuối cùng sẽ mất toàn bộ tiền gửi ban đầu và lãi suất.
Điều này có nghĩa, ngay cả các ngân hàng hoạt động tốt cũng có khả năng rơi vào khủng hoảng. Nếu một người kì vọng những người khác sẽ rút toàn bộ tiền gửi của họ trong ngân hàng thì việc cho vay dài hạn của ngân hàng có khả năng sinh lời hay không là không quan trọng, phản ứng hợp lý nhất của người gửi tiền là vội vàng rút tiền gửi của mình ra trước khi những người gửi khác rút hết toàn bộ tiền mặt dự trữ trong ngân hàng dẫn tới người gửi tiền rút tiền chậm hơn mất trắng. Mô hình Diamond - Dybvig xem đột biến rút tiền gửi như là "lời tiên tri tự đúng" (self-fulfilling prophecy). Động cơ rút tiền của người gửi tiền phụ thuộc vào kì vọng của họ về hành vi của những người gửi tiền khác. Nếu nhiều người gửi tiền kì vọng những người gửi tiền tiết kiệm khác sẽ rút tiền, thì tất cả họ đều có động cơ vội vàng chen chân để trở thành những người đầu tiên xếp hàng rút tiền trước khi khủng hoảng ngân hàng xảy ra.

### Mô hình Diamond - Dybvig: Trò chơi kinh tế đa cân bằng Nash
Mô hình Diamond - Dybvig cung cấp một ví dụ về trò chơi kinh tế trong đó có nhiều hơn một điểm cân bằng Nash (multi-Nash equilibria). Để đơn giản hóa, giả sử trong một ngân hàng chỉ có hai người gửi V và K đều gửi $75. Ngân hàng cho vay $100 với thời gian đáo hạn dài, dự trữ còn lại $50. Nếu hai người đều lựa chọn giữ tiền, cả hai sẽ thu được $100 bao gồm tiền gửi và lãi suất khi đáo hạn. Nếu người V lựa chọn giữ tiền và người K lựa chọn rút tiền vì lo ngại rủi ro xảy ra với khoản tiền gửi của mình, đột biến rút tiền gửi xảy ra, người V sẽ mất toàn bộ tiền gửi ban đầu và lãi suất hay nhận được $0 còn người K sẽ nhận được $50. Ngược lại, nếu người V lựa chọn rút tiền vì lo ngại rủi ro xảy ra với khoản tiền gửi của mình và người K lựa chọn giữ tiền, đột biến rút tiền gửi xảy ra, người V sẽ nhận được $50 còn người K sẽ mất toàn bộ tiền gửi ban đầu và lãi suất hay nhận được $0. Nếu cả hai đều lựa chọn rút tiền, cả hai sẽ nhận được $25. Như vậy, nếu một trong hai người lựa chọn giữ tiền, chiến lược tối ưu cho người còn lại là giữ tiền. Nếu một trong hai người lựa chọn rút tiền, chiến thuật tối ưu cho người còn lại là rút tiền.

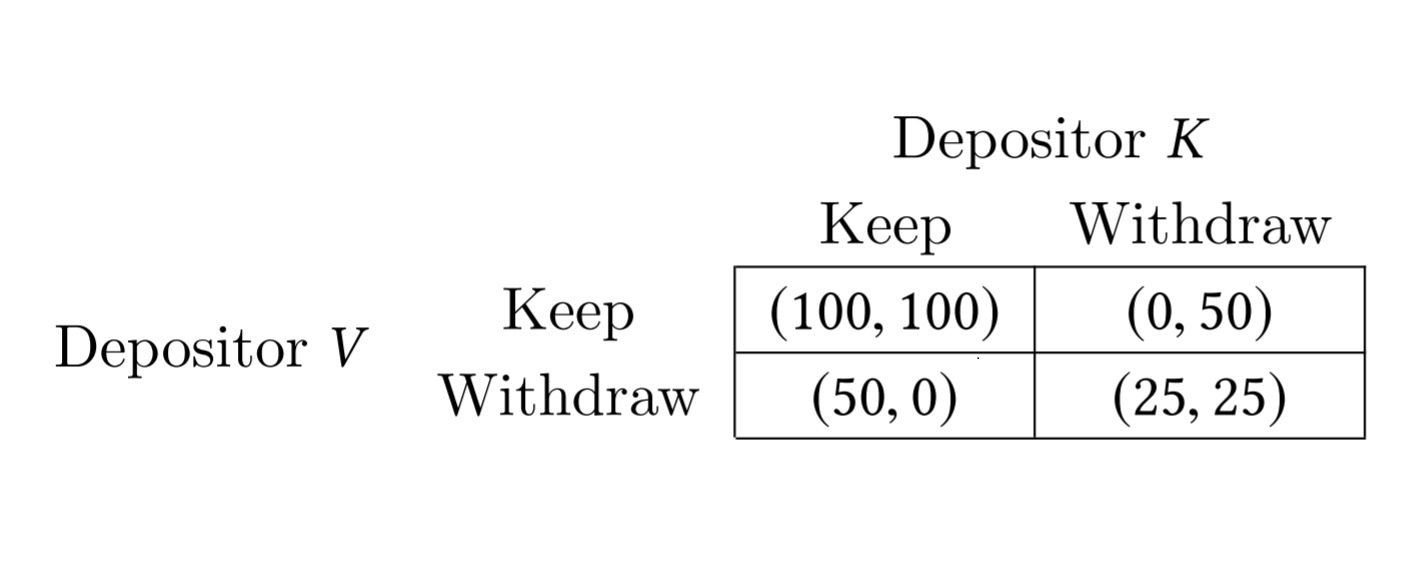
Ma trận tỉ lệ của trò chơi giữa hai người gửi tiền V và K

Trong thực tế, nếu một nhóm người gửi kì vọng rằng phần lớn người gửi khác sẽ đổ xô rút tiền khỏi ngân hàng, lựa chọn tối ưu cho tất cả người gửi là rút tiền. Nếu một nhóm người gửi kì vọng rằng phần lớn người gửi khác sẽ giữ tiền, lựa chọn tối ưu cho tất cả người gửi là giữ tiền. Tất nhiên, cân bằng Nash thứ 2 là tốt hơn theo góc nhìn tối ưu hóa Pareto. Nếu người gửi tiền chỉ rút tiền khi họ thực sự có nhu cầu chi tiêu, tất cả người gửi đều được hưởng lợi từ việc giữ tiền tiết kiệm trong ngân hàng. Tuy nhiên, nếu tất cả người gửi đổ xô đóng tài khoản của họ gây đột biến rút tiền gửi, ngân hàng phá sản thì người gửi không chỉ mất tiền lãi có thể thu được mà còn có nguy cơ mất một phần cho tới toàn bộ khoản tiền gửi ban đầu. Tuy nhiên, không một người gửi riêng biệt nào có khả năng ngăn chặn sự thiệt hại chung này.

## Hàm ý chính sách
Trong thực tế, do chỉ dự trữ một phần khoản tiền gửi, các ngân hàng đối mặt với đột biến rút tiền gửi thường đóng cửa và từ chối cho phép người gửi tiền rút tiền. Điều này gây ra sự hoảng loạn hơn nữa trong hệ thống tài chính. Mặc dù biện pháp này ngăn một số người gửi tiền có nhu cầu thực sự về tiền mặt có được quyền sử dụng tiền gửi, nhưng nó cũng đồng thời ngăn chặn sự phá sản của ngân hàng, cho phép ngân hàng có thêm thời gian để có thêm nguồn lực để trả tiền cho người gửi.
Tuy nhiên, Diamond và Dybvig lập luận rằng trừ khi tổng nhu cầu chi tiêu thực tế trong mỗi giai đoạn được biết một cách chắc chắn, việc đóng cửa ngân hàng không thể là cơ chế tối ưu để ngăn chặn đột biến rút tiền gửi. Thay vào đó, họ cho rằng cách tốt hơn để ngăn chặn đột biến rút tiền gửi là bảo hiểm tiền gửi được hỗ trợ bởi chính phủ hoặc ngân hàng trung ương. Bảo hiểm tiền gửi trả cho người gửi tiền tất cả hoặc một phần tổn thất của họ trong trường hợp ngân hàng phá sản. Nếu người gửi tiền biết rằng họ sẽ có thể lấy lại tiền ngay cả trong trường hợp đột biến rút tiền gửi xảy ra tại ngân hàng, họ sẽ có động cơ không tham gia vào các hoạt động gây đột biến rút tiền gửi.
Do đó, bảo hiểm tiền gửi có khả năng ngăn chặn đột biến rút tiền gửi. Về nguyên tắc, việc duy trì một chương trình bảo hiểm tiền gửi dường như không tốn kém cho chính phủ: chỉ cần đột biến rút tiền gửi không xảy ra, bảo hiểm tiền gửi sẽ không bao giờ thực sự cần phải thanh toán. Đột biến rút tiền gửi trở nên hiếm hơn ở Hoa Kỳ sau khi Tập đoàn Bảo hiểm Tiền gửi Liên bang (FDIC) được thành lập sau Đại Khủng hoảng. Mặt khác, chương trình bảo hiểm tiền gửi có thể dẫn đến rủi ro đạo đức: bằng cách bảo vệ người gửi tiền chống lại sự thất bại của ngân hàng, nó khiến người gửi tiền không cẩn thận trong việc lựa chọn nơi gửi tiền của họ, và do đó khiến các ngân hàng không có động lực cho vay cẩn thận.